# Warszewiczia peltata
Warszewiczia peltata är en måreväxtart som beskrevs av Hugh Algernon Weddell. Warszewiczia peltata ingår i släktet Warszewiczia och familjen måreväxter.
Artens utbredningsområde är Colombia. Inga underarter finns listade i Catalogue of Life.